# Dirección General de Arquitectura y Vivienda
La Dirección General de Arquitectura y Vivienda fue un órgano directivo del Gobierno de España que, en diversos periodos de la historia reciente de España, asumió competencias relacionadas con las políticas de vivienda y de arquitectura. Mientras existió, formó parte de los ministerios de Fomento (1978-2004 y 2010-2011) y de Vivienda (2004-2010).

## Historia
La primera vez que se constituyó este órgano fue en 1978, cuando se fusionaron las direcciones generales de Arquitectura y Tecnología de la Edificación y de la Vivienda, dando lugar a la «Dirección General de Arquitectura y Vivienda». Esta unión se mantuvo durante siete años, hasta que en 1985 se volvieron a separar en dos órganos diferenciados. Sin embargo, en 1987 se reunieron de nuevo —ahora llamada Dirección General de la Vivienda y Arquitectura— y, en 1993, se fusionaron con la Dirección General de Política Territorial y Urbanismo, dando lugar a la Dirección General para la Vivienda, el Urbanismo y la Arquitectura. Se restableció por última vez en 2004, cuando se denominó «Dirección General de Arquitectura y Política de Vivienda», hasta que a finales de 2011 volvió a unirse a urbanismo, e integrandose en la Dirección General de Arquitectura, Vivienda y Suelo.

## Titulares
| - Antonio Vallejo Acevedo (1978-1982) - Juan Arturo Guerrero Aroca (1982). - Antonio Vázquez de Castro (1982-1985) - Alberto Valdivielso Cañas (1987-1988) - Mariano de Diego Nafría (1988-1991) - Cristina Narbona Ruiz (1991-1993) | - Francisco Borja Carreras-Moysi Carles-Tolra (1993) - Ángel Rafael Pacheco Rubio (2004-2008) - Anunciación Romero González (2008-2010) - Ana de los Ángeles Marín Andreu (2010) - Cristina Thomas Hernández (2010-2011) |